# Birmingham Police Department

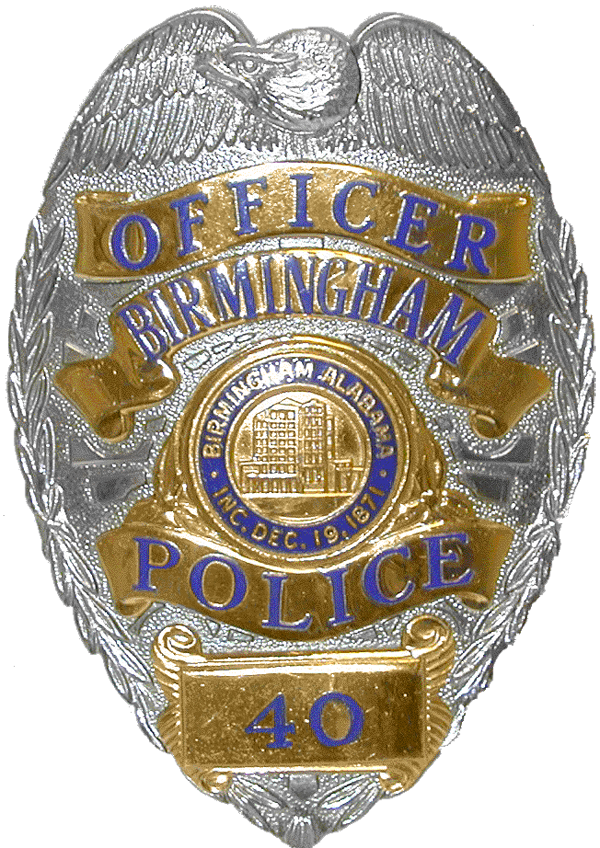
Le badge du Birmingham Police Department.

Le Birmingham Police Department est le service de police de la ville de Birmingham, la plus peuplée de l’État de l’Alabama, aux États-Unis. Il a été établi en 1871.

## Source
- (en) Cet article est partiellement ou en totalité issu de l’article de Wikipédia en anglais intitulé « Birmingham Police Department » (voir la liste des auteurs).